# Your Body Is a Wonderland
«Your Body Is a Wonderland» (Твоё тело прекрасно) — песня американского рок-музыканта и автора песен Джона Мейера с его дебютного студийного альбома Room for Squares (2001). Песня была написана самим певцом, а продюсером стал John Alagia.

## История
В 2003 году песня получила музыкальную премию Грэмми в категории Лучшее мужское вокальное поп-исполнениеe, а на церемонии Церемония MTV VMA 2003 получила номинацию MTV Video Music Award за лучшее мужское видео. По итогам года песня вошла в список 100 лучших песен года в США (№ 48 в Billboard Year-End Hot 100 singles of 2003).

## Чарты
| Чарт (2001-03)                                   | Высшая позиция |
| ------------------------------------------------ | -------------- |
| Австралия Australia Top 40 Digital Tracks (ARIA) | 23             |
| Австрия Austria (Ö3 Austria Top 75)              | 48             |
| Германия Germany (Media Control AG)              | 51             |
| Новая Зеландия New Zealand (RIANZ)               | 9              |
| США US Billboard Hot 100                         | 18             |
| США US Billboard Hot Adult Top 40 Tracks         | 3              |
| США US Billboard Hot Adult Contemporary Tracks   | 17             |